# Bamencheng
Bamencheng är en köping i Kina. Den ligger i storstadsområdet Tianjin, i den norra delen av landet, omkring 62 kilometer nordost om stadens centrum.